# Julia Scheib
Julia Scheib (ur. 12 maja 1998 w Frauental) – austriacka narciarka alpejska, trzykrotna medalistka mistrzostw świata juniorów i srebrna medalistka igrzysk olimpijskich młodzieży.

## Kariera
Po raz pierwszy na arenie międzynarodowej pojawiła się 12 grudnia 2014 roku w Kühtai, gdzie w zawodach FIS zajęła 28. miejsce w slalomie. Podczas igrzysk olimpijskich młodzieży w Lillehammer w 2016 roku wywalczyła srebrny medal w supergigancie. W 2018 roku wzięła udział w mistrzostwach świata juniorów w Davos, zajmując pierwsze miejsce w gigancie, trzecie w zawodach drużynowych, czwarte w zjeździe i piąte w supergigancie. Ponadto podczas rozgrywanych rok później mistrzostw świata juniorów w Val di Fassa wywalczyła w supergigancie srebrny medal.
W Pucharze Świata zadebiutowała 23 stycznia 2018 roku w Kronplatz, gdzie nie ukończyła drugiego przejazdu w gigancie. Pierwsze pucharowe punkty zdobyła 1 lutego 2019 roku w Mariborze, zajmując 24. miejsce w tej samej konkurencji. Na podium zawodów tego cyklu pierwszy raz stanęła 26 października 2024 roku w Sölden, kończąc giganta na trzeciej pozycji. Wyprzedziły ją jedynie Włoszka Federica Brignone i Alice Robinson z Nowej Zelandii.

## Osiągnięcia

### Mistrzostwa świata
| Miejsce | Dzień     | Rok  | Miejscowość        | Konkurencja | Czas biegu | Strata | Zwyciężczyni      |
| ------- | --------- | ---- | ------------------ | ----------- | ---------- | ------ | ----------------- |
| 4.      | 14 lutego | 2023 | Courchevel/Méribel | Drużynowo   | -          | -      | Stany Zjednoczone |
| DNF2    | 17 lutego | 2023 | Courchevel/Méribel | Gigant      | 2:07,13    | -      | Mikaela Shiffrin  |
| 6.      | 4 lutego  | 2025 | Saalbach           | Drużynowo   | -          | -      | Włochy            |
| DNF2    | 13 lutego | 2025 | Saalbach           | Gigant      | 2:22,71    | -      | Federica Brignone |

### Mistrzostwa świata juniorów
| Miejsce | Dzień       | Rok  | Miejscowość  | Konkurencja | Czas biegu | Strata | Zwyciężczyni       |
| ------- | ----------- | ---- | ------------ | ----------- | ---------- | ------ | ------------------ |
| 1.      | 30 stycznia | 2018 | Davos        | Gigant      | 1:39,66    | -      | -                  |
| DNF1    | 31 stycznia | 2018 | Davos        | Slalom      | 1:46,51    | -      | Meta Hrovat        |
| 3.      | 3 lutego    | 2018 | Davos        | Drużynowo   | -          | -      | Szwajcaria         |
| 5.      | 4 lutego    | 2018 | Davos        | Supergigant | 1:12,22    | +1,01  | Kajsa Vickhoff Lie |
| DNF1    | 5 lutego    | 2018 | Davos        | Kombinacja  | 2:03,41    | -      | Aline Danioth      |
| 4.      | 8 lutego    | 2018 | Davos        | Zjazd       | 1:10,10    | +0,63  | Kajsa Vickhoff Lie |
| 5.      | 19 lutego   | 2019 | Val di Fassa | Gigant      | 1:54,99    | +1,47  | Alice Robinson     |
| 2.      | 24 lutego   | 2019 | Val di Fassa | Supergigant | 1:14,54    | +0,14  | Hannah Sæthereng   |
| DNS2    | 24 lutego   | 2019 | Val di Fassa | Kombinacja  | 2:03,77    | –      | Nicole Good        |
| 5.      | 27 lutego   | 2019 | Val di Fassa | Zjazd       | 1:23,91    | +0,83  | Juliana Suter      |

### Puchar Świata

#### Miejsca w klasyfikacji generalnej
- sezon 2018/2019: 124.
- sezon 2019/2020: 104.
- sezon 2020/2021: 92.
- sezon 2022/2023: 64.
- sezon 2023/2024: 36.
- sezon 2024/2025: 31.

#### Miejsca na podium w zawodach
1. Sölden – 26 października 2024 (gigant) – 3. miejsce